# Советы с того света
«Советы с того света» (англ. Teen Spirit) — телевизионный фильм, премьера которого состоялась на канале ABC Family 7 августа 2011 года. режиссёр Джил Джангер и звезды Кэсси Сербо и Линдси Шоу в роли главных героинь.
В России фильм впервые был показан 26 июля 2013 года на канале Disney Channel Russia.

## Сюжет
Эмбер Поллок, красивая, стервозная и популярная девушка, имеет одну цель — стать королевой бала. Однако после избрания Эмбер, желая прикоснуться к короне, умирает от удара током. В это время на развилке между Раем и Адом ангел по имени Супервизор дает ей задание: вернуться в виде призрака, найти непопулярную девушку и сделать из неё королеву бала за одну неделю. Лиза Соммерс должна стать королевой школьного выпускного бала, который состоится через одну неделю, иначе Эмбер отправится в ад.
Поначалу Эмбер только и думает, как бы поскорее Лиза стала королевой. Но дела идут не так, как планировалось, потому что Лиза не хочет быть королевой выпускного бала. После того, как Эмбер убеждает Лизу, что она может добиться внимания от парня, который ей нравится (Ника Рэмси), они с Эмбер отправляются по магазинам, чтобы купить Лизе новое платье. Их планы усложняются, так как бывшая подруга Эмбер — Карлита Кэша — начинает встречаться с Ником. Проходит время. Лиза становится похожа на Эмбер. Эмбер пытается образумить Лизу, что корона может погубить Лизу так же, как и её, но Лиза отказывается. Эмбер вселяется в тело Лизы и уезжает настолько далеко, чтобы Лиза опоздала на бал. Вернувшаяся на развилку Эмбер просит, чтобы её отправили в ад.
Лиза мирится со своими друзьями и со своей подругой, которая вызывала дух погибшей Эмбер. Лиза вспоминает, что если она не станет королевой, то Эмбер отправится в ад. Приехав на бал, Лиза признаётся, что это она отправила приглашения. Её снимают с выборов, и Карлита становится единственной претенденткой на корону. Лиза произносит пламенную речь, что корона не делает людей выше. Тем временем Супервизор забирает Эмбер из ада. Лиза встречает Эмбер, они обнимаются и прощаются. Бывшая подруга Эмбер — Карлита — злится на то, что теперь все вместе. Она требует, чтобы выключили музыку, бежит к выключателю и при касании умирает от удара током, гаснет свет.

## В ролях
- Кэсси Сербо в роли Эмбер Поллок
- Линдси Шоу в роли Лизы Соммерс
- Бен Уинчелл в роли Эйдона
- Крис Зилка в роли Ника Рэмси
- Тим Ганн в роли Супервизор/Всезнайка J-3

###### Второстепенные персонажи
- Катрина Тэнди в роли Дакоты
- Кэти Сариф в роли Селены
- Кри Иви в роли Клементины Поллок
- Карисса Капобьянко в роли Пэйси
- Габриела Лопес в роли Карлиты
- Трэвис Квентин Янг в роли Колина
- Парас Патель в роли Раджа Куркури
- Андреа Пауэлл в роли Джиллиан Поллок
- Рода Гриффис в роли Веспер Соммерс
- Аллен Уильямсон в роли Брэндона
- Люсиус Бастон мл. в роли Проректора Ричардсона
- Елена Варела в роли тети Мэриэль
- Джон Кинэн в роли дяди Карлиты

## Роли дублировали
- Эмбер Поллок — Виктория Слуцкая
- Лиза Соммерс — Ирина Обрезкова
- Ник Рэмси - Валерий Смекалов
- Супервизор - Александр Аравушкин
- Карлита — Валерия Варченко
- Дакота - Надежда Буцук
- Селена — Аделя Любская
- Колин — Глеб Гаврилов
- Радж - Игорь Сергеев
- Эйден - Игорь Сергеев

## Музыка
- The Fame — Lady Gaga
- (Drop Dead) Beautiful — Britney Spears Feat. Sabi
- Tonight Tonight — Hot Chelle Rae
- Typical — Lindsey Shaw
- Spirit School — Anya Marina
- Till The World Ends — Britney Spears
- Just In Love — Joe Jonas
- Give Me Everything (Tonight) — Pitbull Feat. Ne-Yo
- Arms — Christina Perri
- Edge of Glory — Lady Gaga
- Show Me — Jessica Sutta
- Watch Me Move — Miranda Grace